# Choča
Choča (Hongaars: Hecse) is een Slowaakse gemeente in de regio Nitra, en maakt deel uit van het district Zlaté Moravce.
Choča telt 523 inwoners.